# Miroslav Karhan
Miroslav Karhan (Hlohovec, 21 giugno 1976) è un allenatore di calcio ed ex calciatore slovacco, di ruolo centrocampista.
Con 107 presenze è uno dei calciatori più presenti nella storia della Nazionale slovacca, e in carriera ha giocato più di 650 partite tra squadre di club e Nazionale.
Inizia la carriera allo Spartak Trnava, poi dopo un lustro si trasferisce in Spagna. Resta una stagione al Real Betis, poi firma per il Beşiktaş, quindi passa al Wolfsburg in Bundesliga. Nel 2002, in seguito alle sue prestazioni con la maglia dei Lupi, è votato calciatore slovacco dell'anno. Resta sei anni, poi finisce a Magonza. Altri quattro anni ad alti livelli prima di chiudere in patria, nel club che l'aveva lanciato tra i professionisti, lo Spartak Trnava.

## Caratteristiche tecniche
Mediano affidabile, non era un giocatore tecnico e poteva essere schierato anche come interno di centrocampo o come esterno destro.

## Carriera

### Club
Karhan inizia la carriera nelle giovanili dello Spartak Trnava. Nel 1994 esordisce nello Spartak, giocando fino al 1999 e vincendo la Coppa e la Supercoppa nazionale nel 1998 e totalizzando 153 presenze e 21 gol in campionato. Nel 1997 debutta in Coppa UEFA.
Nel 1999 si trasferisce in Spagna, al Real Betis di Siviglia che è appena retrocesso dalla prima alla seconda divisione. Titolare fisso, disputa 33 incontri di campionato e realizza due reti, la prima con la maglia del Real Betis è realizzata il 25 settembre 1999 contro il Barcellona, sfida persa 4-1. Dopo una sola stagione, passa ai turchi del Beşiktaş: gioca 26 match e segna 2 gol nel campionato turco, facendo il suo esordio anche in UEFA Champions League, dove prende parte a 5 partite.
Nel 2001, il Besiktas lo cede a titolo definitivo al Wolfsburg in cambio di 2,75 milioni di euro. Nei sette anni seguenti, è schierato costantemente dai tecnici del club tedesco di Bundesliga, trovando molto spazio e giocando in ogni ruolo del centrocampo, in diverse occasioni anche da trequartista o da terzino destro. Il 13 marzo 2004, nella gara di campionato contro il Bayer Leverkusen (persa 4-2), scende in campo per la prima e unica volta come capitano dei Lupi. Totalizza 190 presenze e 12 reti con il Wolfsburg, giocando anche la Coppa Intertoto 2005: la rete realizzata il 2 luglio contro lo Sturm Graz (2-2) è la sua prima marcatura nelle competizioni UEFA per club.
Nel 2007 si trasferisce al Magonza, squadra di seconda serie. Il 28 marzo 2008 firma la sua prima doppietta in carriera nella sua esperienza tedesca contro l'Erzgebirge Aue (3-3), segnando il suo primo gol su rigore. Nella stagione 2008-2009, il Magonza raggiunge il secondo posto in campionato ed è promosso in Bundesliga. Karhan gioca da titolare la prima annata in massima divisione, ma nella stagione 2010-2011 perde il posto da titolare e dopo quattro stagioni passate a Magonza nel 2011, a distanza di dodici anni, torna a giocare in patria con la divisa dello Spartak Trnava, la squadra che lo aveva lanciato tra i professionisti. Dopo un paio di stagioni, 79 presenze e 8 gol, tra cui anche 10 incontri e 1 rete in Europa League, giocando anche diversi match europei da capitano, si ritira dal calcio giocato.

### Nazionale
Il 6 settembre 1995 esordisce in Nazionale contro Israele, sfida valida per le qualificazioni all'Europeo 1996 vinta 1-0. Karhan è convocato frequentemente con la Slovacchia e 3 settembre 2000, a 24 anni, scende in campo per la prima volta come capitano della Nazionale slovacca contro la Macedonia, match vinto 2-0. Tra il 2005 e il 2006 resta il capitano della Slovacchia, per poi indossare sporadicamente la fascia nel 2008, nel 2009 e nel 2010 (nel 2007 non scende mai in campo con la Slovacchia). Nel 2010 è selezionato nella lista dei 30 per partire verso la fase finale del Mondiale 2010 in Sudafrica, ma a due settimane dal via, s'infortuna al tendine d'Achille, dovendo lasciare la spedizione. Il 12 ottobre 2010 raggiunge la centesima presenza in Nazionale, in una sfida pareggiata 1-1 con l'Irlanda. Il 7 ottobre 2011, dopo più di sedici anni, gioca l'ultima partita con la Slovacchia in un incontro perso 0-1 contro la Russia.
Con 107 presenze in Nazionale, è tra i calciatori più presenti nella storia della Nazionale slovacca.

## Statistiche

### Cronologia presenze e reti in Nazionale
| Cronologia completa delle presenze e delle reti in nazionale ― Slovacchia | Cronologia completa delle presenze e delle reti in nazionale ― Slovacchia | Cronologia completa delle presenze e delle reti in nazionale ― Slovacchia | Cronologia completa delle presenze e delle reti in nazionale ― Slovacchia | Cronologia completa delle presenze e delle reti in nazionale ― Slovacchia | Cronologia completa delle presenze e delle reti in nazionale ― Slovacchia | Cronologia completa delle presenze e delle reti in nazionale ― Slovacchia | Cronologia completa delle presenze e delle reti in nazionale ― Slovacchia |
| Data                                                                      | Città                                                                     | In casa                                                                   | Risultato                                                                 | Ospiti                                                                    | Competizione                                                              | Reti                                                                      | Note                                                                      |
| ------------------------------------------------------------------------- | ------------------------------------------------------------------------- | ------------------------------------------------------------------------- | ------------------------------------------------------------------------- | ------------------------------------------------------------------------- | ------------------------------------------------------------------------- | ------------------------------------------------------------------------- | ------------------------------------------------------------------------- |
| 6-9-1995                                                                  | Košice                                                                    | Slovacchia                                                                | 1 – 0                                                                     | Israele                                                                   | Qual. Euro 1996                                                           | -                                                                         |                                                                           |
| 11-10-1995                                                                | Bratislava                                                                | Slovacchia                                                                | 4 – 1                                                                     | Polonia                                                                   | Qual. Euro 1996                                                           | -                                                                         |                                                                           |
| 15-11-1995                                                                | Košice                                                                    | Slovacchia                                                                | 0 – 2                                                                     | Romania                                                                   | Qual. Euro 1996                                                           | -                                                                         |                                                                           |
| 27-3-1996                                                                 | Nitra                                                                     | Slovacchia                                                                | 4 – 0                                                                     | Bielorussia                                                               | Amichevole                                                                | -                                                                         |                                                                           |
| 24-4-1996                                                                 | Trnava                                                                    | Slovacchia                                                                | 0 – 0                                                                     | Bulgaria                                                                  | Amichevole                                                                | -                                                                         |                                                                           |
| 9-5-1996                                                                  | Helsingborg                                                               | Svezia                                                                    | 2 – 1                                                                     | Slovacchia                                                                | Amichevole                                                                | -                                                                         |                                                                           |
| 22-9-1996                                                                 | Bratislava                                                                | Slovacchia                                                                | 6 – 0                                                                     | Malta                                                                     | Qual. Mondiali 1998                                                       | -                                                                         |                                                                           |
| 23-10-1996                                                                | Bratislava                                                                | Slovacchia                                                                | 3 – 0                                                                     | Fær Øer                                                                   | Qual. Mondiali 1998                                                       | -                                                                         | 85’                                                                       |
| 13-11-1996                                                                | Santa Cruz de Tenerife                                                    | Spagna                                                                    | 4 – 1                                                                     | Slovacchia                                                                | Qual. Mondiali 1998                                                       | -                                                                         |                                                                           |
| 2-2-1997                                                                  | Cochabamba                                                                | Bolivia                                                                   | 0 – 1                                                                     | Slovacchia                                                                | Amichevole                                                                | -                                                                         |                                                                           |
| 5-2-1997                                                                  | Alajuela                                                                  | Costa Rica                                                                | 2 – 2                                                                     | Slovacchia                                                                | Amichevole                                                                | -                                                                         | 60’                                                                       |
| 8-2-1997                                                                  | Pereira                                                                   | Colombia                                                                  | 1 – 0                                                                     | Slovacchia                                                                | Amichevole                                                                | -                                                                         |                                                                           |
| 11-3-1997                                                                 | Sofia                                                                     | Bulgaria                                                                  | 0 – 1                                                                     | Slovacchia                                                                | Amichevole                                                                | -                                                                         | Ammonizione                                                               |
| 31-3-1997                                                                 | Ta' Qali                                                                  | Malta                                                                     | 0 – 2                                                                     | Slovacchia                                                                | Qual. Mondiali 1998                                                       | -                                                                         | 82’                                                                       |
| 29-4-1997                                                                 | Trnava                                                                    | Slovacchia                                                                | 3 – 1                                                                     | Islanda                                                                   | Qual. Mondiali 1998                                                       | -                                                                         | 55’                                                                       |
| 8-6-1997                                                                  | Belgrado                                                                  | Jugoslavia                                                                | 2 – 0                                                                     | Slovacchia                                                                | Qual. Mondiali 1998                                                       | -                                                                         |                                                                           |
| 6-8-1997                                                                  | Bratislava                                                                | Slovacchia                                                                | 1 – 0                                                                     | Svizzera                                                                  | Amichevole                                                                | -                                                                         | 64’                                                                       |
| 24-8-1997                                                                 | Bratislava                                                                | Slovacchia                                                                | 2 – 1                                                                     | Rep. Ceca                                                                 | Qual. Mondiali 1998                                                       | -                                                                         | 42’                                                                       |
| 28-1-1998                                                                 | Catania                                                                   | Italia                                                                    | 3 – 0                                                                     | Slovacchia                                                                | Amichevole                                                                | -                                                                         | Ammonizione                                                               |
| 6-2-1998                                                                  | Limassol                                                                  | Slovacchia                                                                | 1 – 1                                                                     | Slovenia                                                                  | Amichevole                                                                | -                                                                         |                                                                           |
| 7-2-1998                                                                  | Limassol                                                                  | Islanda                                                                   | 1 – 2                                                                     | Slovacchia                                                                | Amichevole                                                                | -                                                                         | 49’                                                                       |
| 9-2-1998                                                                  | Larnaca                                                                   | Finlandia                                                                 | 0 – 2                                                                     | Slovacchia                                                                | Amichevole                                                                | -                                                                         |                                                                           |
| 10-11-1998                                                                | Bratislava                                                                | Slovacchia                                                                | 1 – 3                                                                     | Polonia                                                                   | Amichevole                                                                | -                                                                         | 20’                                                                       |
| 3-3-1999                                                                  | Stara Zagora                                                              | Bulgaria                                                                  | 2 – 0                                                                     | Slovacchia                                                                | Amichevole                                                                | -                                                                         |                                                                           |
| 27-3-1999                                                                 | Bucarest                                                                  | Romania                                                                   | 0 – 0                                                                     | Slovacchia                                                                | Qual. Euro 2000                                                           | -                                                                         |                                                                           |
| 31-3-1999                                                                 | Bratislava                                                                | Slovacchia                                                                | 0 – 0                                                                     | Ungheria                                                                  | Qual. Euro 2000                                                           | -                                                                         | 82’                                                                       |
| 19-5-1999                                                                 | Dubnica nad Váhom                                                         | Slovacchia                                                                | 2 – 0                                                                     | Bulgaria                                                                  | Amichevole                                                                | -                                                                         | Ammonizione                                                               |
| 5-6-1999                                                                  | Lisbona                                                                   | Portogallo                                                                | 1 – 0                                                                     | Slovacchia                                                                | Qual. Euro 2000                                                           | -                                                                         |                                                                           |
| 9-6-1999                                                                  | Győr                                                                      | Ungheria                                                                  | 0 – 1                                                                     | Slovacchia                                                                | Qual. Euro 2000                                                           | -                                                                         |                                                                           |
| 4-9-1999                                                                  | Bratislava                                                                | Slovacchia                                                                | 1 – 5                                                                     | Romania                                                                   | Qual. Euro 2000                                                           | -                                                                         |                                                                           |
| 8-9-1999                                                                  | Dubnica nad Váhom                                                         | Slovacchia                                                                | 2 – 0                                                                     | Liechtenstein                                                             | Qual. Euro 2000                                                           | 1                                                                         |                                                                           |
| 9-10-1999                                                                 | Baku                                                                      | Azerbaigian                                                               | 0 – 1                                                                     | Slovacchia                                                                | Qual. Euro 2000                                                           | -                                                                         | 86’                                                                       |
| 24-5-2000                                                                 | Nitra                                                                     | Slovacchia                                                                | 1 – 1                                                                     | Arabia Saudita                                                            | Amichevole                                                                | -                                                                         |                                                                           |
| 27-5-2000                                                                 | Oslo                                                                      | Norvegia                                                                  | 2 – 0                                                                     | Slovacchia                                                                | Amichevole                                                                | -                                                                         |                                                                           |
| 31-5-2000                                                                 | Mosca                                                                     | Russia                                                                    | 1 – 1                                                                     | Slovacchia                                                                | Amichevole                                                                | -                                                                         | 57’                                                                       |
| 3-9-2000                                                                  | Bratislava                                                                | Slovacchia                                                                | 2 – 0                                                                     | Macedonia                                                                 | Qual. Mondiali 2002                                                       | -                                                                         | cap.                                                                      |
| 7-10-2000                                                                 | Chișinău                                                                  | Moldavia                                                                  | 0 – 1                                                                     | Slovacchia                                                                | Qual. Mondiali 2002                                                       | -                                                                         | cap.                                                                      |
| 11-10-2000                                                                | Bratislava                                                                | Slovacchia                                                                | 0 – 0                                                                     | Svezia                                                                    | Qual. Mondiali 2002                                                       | -                                                                         | cap.                                                                      |
| 27-2-2001                                                                 | Algeri                                                                    | Algeria                                                                   | 1 – 1                                                                     | Slovacchia                                                                | Amichevole                                                                | -                                                                         | cap. 63’                                                                  |
| 24-3-2001                                                                 | Istanbul                                                                  | Turchia                                                                   | 1 – 1                                                                     | Slovacchia                                                                | Qual. Mondiali 2002                                                       | -                                                                         |                                                                           |
| 28-3-2001                                                                 | Trnava                                                                    | Slovacchia                                                                | 3 – 1                                                                     | Azerbaigian                                                               | Qual. Mondiali 2002                                                       | -                                                                         |                                                                           |
| 25-4-2001                                                                 | Ploiești                                                                  | Romania                                                                   | 2 – 0                                                                     | Slovacchia                                                                | Amichevole                                                                | -                                                                         | 80’                                                                       |
| 29-5-2001                                                                 | Brema                                                                     | Germania                                                                  | 2 – 0                                                                     | Slovacchia                                                                | Amichevole                                                                | -                                                                         |                                                                           |
| 2-6-2001                                                                  | Stoccolma                                                                 | Svezia                                                                    | 2 – 0                                                                     | Slovacchia                                                                | Qual. Mondiali 2002                                                       | -                                                                         |                                                                           |
| 6-6-2001                                                                  | Baku                                                                      | Azerbaigian                                                               | 2 – 0                                                                     | Slovacchia                                                                | Qual. Mondiali 2002                                                       | -                                                                         |                                                                           |
| 15-8-2001                                                                 | Bratislava                                                                | Slovacchia                                                                | 3 – 4                                                                     | Iran                                                                      | Amichevole                                                                | -                                                                         | 59’                                                                       |
| 1-9-2001                                                                  | Bratislava                                                                | Slovacchia                                                                | 0 – 1                                                                     | Turchia                                                                   | Qual. Mondiali 2002                                                       | -                                                                         | cap. 89’                                                                  |
| 5-9-2001                                                                  | Trenčín                                                                   | Slovacchia                                                                | 4 – 2                                                                     | Moldavia                                                                  | Qual. Mondiali 2002                                                       | -                                                                         | cap.                                                                      |
| 7-10-2001                                                                 | Skopje                                                                    | Macedonia                                                                 | 0 – 5                                                                     | Slovacchia                                                                | Qual. Mondiali 2002                                                       | -                                                                         |                                                                           |
| 27-3-2002                                                                 | Graz                                                                      | Austria                                                                   | 2 – 0                                                                     | Slovacchia                                                                | Amichevole                                                                | -                                                                         | 2’                                                                        |
| 21-8-2002                                                                 | Olomouc                                                                   | Rep. Ceca                                                                 | 4 – 1                                                                     | Slovacchia                                                                | Amichevole                                                                | -                                                                         | 82’                                                                       |
| 7-9-2002                                                                  | Istanbul                                                                  | Turchia                                                                   | 3 – 0                                                                     | Slovacchia                                                                | Qual. Euro 2004                                                           | -                                                                         |                                                                           |
| 12-10-2002                                                                | Bratislava                                                                | Slovacchia                                                                | 1 – 2                                                                     | Inghilterra                                                               | Qual. Euro 2004                                                           | -                                                                         |                                                                           |
| 20-11-2002                                                                | Trnava                                                                    | Slovacchia                                                                | 1 – 1                                                                     | Ucraina                                                                   | Amichevole                                                                | 1                                                                         | 69’                                                                       |
| 12-2-2003                                                                 | Larnaca                                                                   | Romania                                                                   | 2 – 1                                                                     | Slovacchia                                                                | Amichevole                                                                | -                                                                         | 75’                                                                       |
| 29-3-2003                                                                 | Skopje                                                                    | Macedonia                                                                 | 0 – 2                                                                     | Slovacchia                                                                | Qual. Euro 2004                                                           | -                                                                         | 90’                                                                       |
| 2-4-2003                                                                  | Trnava                                                                    | Slovacchia                                                                | 4 – 0                                                                     | Liechtenstein                                                             | Qual. Euro 2004                                                           | -                                                                         | cap.                                                                      |
| 30-4-2003                                                                 | Žilina                                                                    | Slovacchia                                                                | 2 – 2                                                                     | Grecia                                                                    | Amichevole                                                                | -                                                                         | cap. 71’                                                                  |
| 7-6-2003                                                                  | Bratislava                                                                | Slovacchia                                                                | 0 – 1                                                                     | Turchia                                                                   | Qual. Euro 2004                                                           | -                                                                         | cap. 71’                                                                  |
| 31-3-2004                                                                 | Bratislava                                                                | Slovacchia                                                                | 1 – 1                                                                     | Austria                                                                   | Amichevole                                                                | -                                                                         |                                                                           |
| 28-4-2004                                                                 | Kiev                                                                      | Ucraina                                                                   | 1 – 1                                                                     | Slovacchia                                                                | Amichevole                                                                | -                                                                         |                                                                           |
| 29-5-2004                                                                 | Fiume                                                                     | Croazia                                                                   | 1 – 0                                                                     | Slovacchia                                                                | Amichevole                                                                | -                                                                         | 46’                                                                       |
| 18-8-2004                                                                 | Bratislava                                                                | Slovacchia                                                                | 3 – 1                                                                     | Lussemburgo                                                               | Qual. Mondiali 2006                                                       | -                                                                         |                                                                           |
| 4-9-2004                                                                  | Mosca                                                                     | Russia                                                                    | 1 – 1                                                                     | Slovacchia                                                                | Qual. Mondiali 2006                                                       | -                                                                         |                                                                           |
| 8-9-2004                                                                  | Bratislava                                                                | Slovacchia                                                                | 7 – 0                                                                     | Liechtenstein                                                             | Qual. Mondiali 2006                                                       | 1                                                                         | cap.                                                                      |
| 9-10-2004                                                                 | Bratislava                                                                | Slovacchia                                                                | 4 – 1                                                                     | Lettonia                                                                  | Qual. Mondiali 2006                                                       | 2                                                                         |                                                                           |
| 17-11-2004                                                                | Trnava                                                                    | Slovacchia                                                                | 0 – 0                                                                     | Slovenia                                                                  | Amichevole                                                                | -                                                                         | cap.                                                                      |
| 9-2-2005                                                                  | Larnaca                                                                   | Slovacchia                                                                | 2 – 2                                                                     | Romania                                                                   | Amichevole                                                                | 1                                                                         | cap.                                                                      |
| 26-3-2005                                                                 | Tallinn                                                                   | Estonia                                                                   | 1 – 2                                                                     | Slovacchia                                                                | Qual. Mondiali 2006                                                       | -                                                                         |                                                                           |
| 30-3-2005                                                                 | Bratislava                                                                | Slovacchia                                                                | 1 – 1                                                                     | Portogallo                                                                | Qual. Mondiali 2006                                                       | 1                                                                         | 88’                                                                       |
| 4-6-2005                                                                  | Lisbona                                                                   | Portogallo                                                                | 2 – 0                                                                     | Slovacchia                                                                | Qual. Mondiali 2006                                                       | -                                                                         |                                                                           |
| 8-6-2005                                                                  | Lussemburgo                                                               | Lussemburgo                                                               | 0 – 4                                                                     | Slovacchia                                                                | Qual. Mondiali 2006                                                       | -                                                                         |                                                                           |
| 17-8-2005                                                                 | Vaduz                                                                     | Liechtenstein                                                             | 0 – 0                                                                     | Slovacchia                                                                | Qual. Mondiali 2006                                                       | -                                                                         | cap.                                                                      |
| 3-9-2005                                                                  | Bratislava                                                                | Slovacchia                                                                | 2 – 0                                                                     | Germania                                                                  | Amichevole                                                                | 2                                                                         | cap. 68’                                                                  |
| 7-9-2005                                                                  | Riga                                                                      | Lettonia                                                                  | 1 – 1                                                                     | Slovacchia                                                                | Qual. Mondiali 2006                                                       | -                                                                         | cap.                                                                      |
| 12-10-2005                                                                | Bratislava                                                                | Slovacchia                                                                | 0 – 0                                                                     | Russia                                                                    | Qual. Mondiali 2006                                                       | -                                                                         | cap. 68’                                                                  |
| 12-11-2005                                                                | Madrid                                                                    | Spagna                                                                    | 5 – 1                                                                     | Slovacchia                                                                | Qual. Mondiali 2006                                                       | -                                                                         | cap. 19’ 73’                                                              |
| 20-5-2006                                                                 | Trnava                                                                    | Slovacchia                                                                | 1 – 1                                                                     | Belgio                                                                    | Amichevole                                                                | -                                                                         | 70’                                                                       |
| 15-8-2006                                                                 | Bratislava                                                                | Slovacchia                                                                | 3 – 0                                                                     | Malta                                                                     | Amichevole                                                                | -                                                                         | cap.                                                                      |
| 2-9-2006                                                                  | Bratislava                                                                | Slovacchia                                                                | 6 – 1                                                                     | Cipro                                                                     | Qual. Euro 2008                                                           | 1                                                                         | cap.                                                                      |
| 6-9-2006                                                                  | Bratislava                                                                | Slovacchia                                                                | 0 – 3                                                                     | Rep. Ceca                                                                 | Qual. Euro 2008                                                           | -                                                                         | cap.                                                                      |
| 7-10-2006                                                                 | Cardiff                                                                   | Galles                                                                    | 1 – 5                                                                     | Slovacchia                                                                | Qual. Euro 2008                                                           | 1                                                                         | cap. 67’                                                                  |
| 11-10-2006                                                                | Bratislava                                                                | Slovacchia                                                                | 1 – 4                                                                     | Germania                                                                  | Qual. Euro 2008                                                           | -                                                                         | cap.                                                                      |
| 15-11-2006                                                                | Žilina                                                                    | Slovacchia                                                                | 3 – 1                                                                     | Bulgaria                                                                  | Amichevole                                                                | 1                                                                         | 61’                                                                       |
| 20-8-2008                                                                 | Bratislava                                                                | Slovacchia                                                                | 0 – 2                                                                     | Grecia                                                                    | Amichevole                                                                | -                                                                         | cap.                                                                      |
| 6-9-2008                                                                  | Bratislava                                                                | Slovacchia                                                                | 2 – 1                                                                     | Irlanda del Nord                                                          | Qual. Mondiali 2010                                                       | -                                                                         | cap. 75’                                                                  |
| 10-9-2008                                                                 | Maribor                                                                   | Slovenia                                                                  | 2 – 1                                                                     | Slovacchia                                                                | Qual. Mondiali 2010                                                       | -                                                                         | cap. 57’                                                                  |
| 11-10-2008                                                                | Serravalle                                                                | San Marino                                                                | 1 – 3                                                                     | Slovacchia                                                                | Qual. Mondiali 2010                                                       | 1                                                                         | 46’                                                                       |
| 28-3-2009                                                                 | Londra                                                                    | Inghilterra                                                               | 4 – 0                                                                     | Slovacchia                                                                | Amichevole                                                                | -                                                                         | 83’                                                                       |
| 1-4-2009                                                                  | Praga                                                                     | Rep. Ceca                                                                 | 1 – 2                                                                     | Slovacchia                                                                | Qual. Mondiali 2010                                                       | -                                                                         | cap.                                                                      |
| 6-6-2009                                                                  | Bratislava                                                                | Slovacchia                                                                | 7 – 0                                                                     | San Marino                                                                | Qual. Mondiali 2010                                                       | -                                                                         | cap.                                                                      |
| 12-8-2009                                                                 | Reykjavík                                                                 | Islanda                                                                   | 1 – 1                                                                     | Slovacchia                                                                | Amichevole                                                                | -                                                                         | cap.                                                                      |
| 10-10-2009                                                                | Bratislava                                                                | Slovacchia                                                                | 0 – 2                                                                     | Slovenia                                                                  | Qual. Mondiali 2010                                                       | -                                                                         | 46’                                                                       |
| 14-10-2009                                                                | Chorzów                                                                   | Polonia                                                                   | 0 – 1                                                                     | Slovacchia                                                                | Qual. Mondiali 2010                                                       | -                                                                         | 86’                                                                       |
| 14-11-2009                                                                | Bratislava                                                                | Slovacchia                                                                | 1 – 0                                                                     | Stati Uniti                                                               | Amichevole                                                                | -                                                                         | 90+1’                                                                     |
| 3-3-2010                                                                  | Žilina                                                                    | Slovacchia                                                                | 0 – 1                                                                     | Norvegia                                                                  | Amichevole                                                                | -                                                                         |                                                                           |
| 11-8-2010                                                                 | Bratislava                                                                | Slovacchia                                                                | 1 – 1                                                                     | Croazia                                                                   | Amichevole                                                                | -                                                                         | cap. 84’                                                                  |
| 7-9-2010                                                                  | Mosca                                                                     | Russia                                                                    | 0 – 1                                                                     | Slovacchia                                                                | Qual. Euro 2012                                                           | -                                                                         | 73’                                                                       |
| 8-10-2010                                                                 | Erevan                                                                    | Armenia                                                                   | 3 – 1                                                                     | Slovacchia                                                                | Qual. Euro 2012                                                           | -                                                                         |                                                                           |
| 12-10-2010                                                                | Žilina                                                                    | Slovacchia                                                                | 1 – 1                                                                     | Irlanda                                                                   | Qual. Euro 2012                                                           | -                                                                         | 90+1’                                                                     |
| 17-11-2010                                                                | Bratislava                                                                | Slovacchia                                                                | 2 – 3                                                                     | Bosnia ed Erzegovina                                                      | Amichevole                                                                | -                                                                         | cap.                                                                      |
| 9-2-2011                                                                  | Lussemburgo                                                               | Lussemburgo                                                               | 2 – 1                                                                     | Slovacchia                                                                | Amichevole                                                                | -                                                                         |                                                                           |
| 4-6-2011                                                                  | Bratislava                                                                | Slovacchia                                                                | 1 – 0                                                                     | Andorra                                                                   | Qual. Euro 2012                                                           | 1                                                                         |                                                                           |
| 10-8-2011                                                                 | Klagenfurt am Wörthersee                                                  | Austria                                                                   | 1 – 2                                                                     | Slovacchia                                                                | Amichevole                                                                | -                                                                         | 46’                                                                       |
| 2-9-2011                                                                  | Dublino                                                                   | Irlanda                                                                   | 0 – 0                                                                     | Slovacchia                                                                | Qual. Euro 2012                                                           | -                                                                         |                                                                           |
| 6-9-2011                                                                  | Žilina                                                                    | Slovacchia                                                                | 0 – 4                                                                     | Armenia                                                                   | Qual. Euro 2012                                                           | -                                                                         |                                                                           |
| 7-10-2011                                                                 | Žilina                                                                    | Slovacchia                                                                | 0 – 1                                                                     | Russia                                                                    | Qual. Euro 2012                                                           | -                                                                         | 86’                                                                       |
| Totale                                                                    |                                                                           | Presenze (4º posto)                                                       | 107                                                                       |                                                                           | Reti (6º posto)                                                           | 14                                                                        |                                                                           |

## Palmarès

### Giocatore

#### Club
- Coppa di Slovacchia: 1

FC Spartak Trnava: 1997-1998
- Supercoppa di Slovacchia: 1

FC Spartak Trnava: 1998

#### Individuale
- Calciatore slovacco dell'anno: 1

2002